# Elecciones a las Cortes de Aragón de 1983
Las Elecciones a las Cortes de Aragón de 1983 se celebraron el 8 de mayo. Fueron las primeras elecciones democráticas autonómicas desde el restablecimiento de la democracia.
El vencedor fue el Partido Socialista Obrero Español de Aragón quien se quedó a un escaño de la mayoría absoluta. Esto le permitió gobernar en coalición con el Partido Comunista de España. Los otros partidos que obtuvieron representación parlamentaria fueron: Alianza Popular, Partido Aragonés, Centro Democrático y Social.

## Circunscripciones electorales
Las circunscripciones electorales corresponden a cada una de las tres provincias:
- Huesca - 18 parlamentarios.
- Teruel - 16 parlamentarios.
- Zaragoza - 32 parlamentarios.[1]

## Resultados
| Elecciones a Cortes de Aragón de 1983 → |                                                    |                             |         |       |         |     |
| Presidente y gobierno | Partido                                            | Candidato                   | Votos   | %     | Escaños | +/- |
| - Presidente: Santiago Marraco Solana - Gobierno: PSOE - Censo: 918.799 - Votantes: 612.101 (66,71%) - Abstención: 305.825 (33,29%) - Válidos: 603.539 - A candidatura: 599.712 | Partido de los Socialistas de Aragón (PSOE-Aragón) | Santiago Marraco            | 283.226 | 47,13 | 33      |     |
| - Presidente: Santiago Marraco Solana - Gobierno: PSOE - Censo: 918.799 - Votantes: 612.101 (66,71%) - Abstención: 305.825 (33,29%) - Válidos: 603.539 - A candidatura: 599.712 | Coalición electoral AP-PDP-UL                      | Rafael Zapatero             | 136.853 | 22,77 | 17      |     |
| - Presidente: Santiago Marraco Solana - Gobierno: PSOE - Censo: 918.799 - Votantes: 612.101 (66,71%) - Abstención: 305.825 (33,29%) - Válidos: 603.539 - A candidatura: 599.712 | Partido Aragonés Regionalista (PAR)                | Hipólito Gómez de las Roces | 124.018 | 20,64 | 13      |     |
| - Presidente: Santiago Marraco Solana - Gobierno: PSOE - Censo: 918.799 - Votantes: 612.101 (66,71%) - Abstención: 305.825 (33,29%) - Válidos: 603.539 - A candidatura: 599.712 | Partido Comunista de España (PCE)                  | Adolfo Burriel              | 23.960  | 3,99  | 1       |     |
| - Presidente: Santiago Marraco Solana - Gobierno: PSOE - Censo: 918.799 - Votantes: 612.101 (66,71%) - Abstención: 305.825 (33,29%) - Válidos: 603.539 - A candidatura: 599.712 | Centro Democrático y Social (CDS)                  | José Luis Merino            | 19.902  | 3,31  | 1       |     |
| - Presidente: Santiago Marraco Solana - Gobierno: PSOE - Censo: 918.799 - Votantes: 612.101 (66,71%) - Abstención: 305.825 (33,29%) - Válidos: 603.539 - A candidatura: 599.712 | Partido Socialista de los Trabajadores (PST)       |                             | 4.747   | 0,79  | 0       |     |
| - Presidente: Santiago Marraco Solana - Gobierno: PSOE - Censo: 918.799 - Votantes: 612.101 (66,71%) - Abstención: 305.825 (33,29%) - Válidos: 603.539 - A candidatura: 599.712 | Izquierda Unida de Aragón (IUA)                    |                             | 4.645   | 0,77  | 0       |     |
| - Presidente: Santiago Marraco Solana - Gobierno: PSOE - Censo: 918.799 - Votantes: 612.101 (66,71%) - Abstención: 305.825 (33,29%) - Válidos: 603.539 - A candidatura: 599.712 | Partido Comunista de Aragón (PCA)                  | Miguel Galindo              | 1.381   | 0,23  | 0       |     |
| - Presidente: Santiago Marraco Solana - Gobierno: PSOE - Censo: 918.799 - Votantes: 612.101 (66,71%) - Abstención: 305.825 (33,29%) - Válidos: 603.539 - A candidatura: 599.712 | Movimiento Aragonés Social (MAS)                   |                             | 1.285   | 0,21  | 0       |     |
| - Presidente: Santiago Marraco Solana - Gobierno: PSOE - Censo: 918.799 - Votantes: 612.101 (66,71%) - Abstención: 305.825 (33,29%) - Válidos: 603.539 - A candidatura: 599.712 | Partido Demócrata Liberal (PDL)                    |                             | 883     | 0,15  | 0       |     |
| - Presidente: Santiago Marraco Solana - Gobierno: PSOE - Censo: 918.799 - Votantes: 612.101 (66,71%) - Abstención: 305.825 (33,29%) - Válidos: 603.539 - A candidatura: 599.712 | En blanco                                          | N/A                         | 3.827   |       | N/A     | N/A |
| - Presidente: Santiago Marraco Solana - Gobierno: PSOE - Censo: 918.799 - Votantes: 612.101 (66,71%) - Abstención: 305.825 (33,29%) - Válidos: 603.539 - A candidatura: 599.712 | Nulos                                              | N/A                         | 8.562   |       | N/A     | N/A |

## Elección e investidura del Presidente de Aragón
La votación para la investidura del Presidente de la Diputación General en las Cortes de Aragón tuvo el siguiente resultado:
| Candidato               | Fecha                                                  | Voto       |    |    |    |   |   | Total |
| ----------------------- | ------------------------------------------------------ | ---------- | -- | -- | -- | - | - | ----- |
| Santiago Marraco (PSOE) | 27 de mayo de 1983 Mayoría requerida: Absoluta (34/66) | Sí         | 33 |    |    | 1 | 1 | 35/66 |
| Santiago Marraco (PSOE) | 27 de mayo de 1983 Mayoría requerida: Absoluta (34/66) | No         |    | 18 |    |   |   | 18/66 |
| Santiago Marraco (PSOE) | 27 de mayo de 1983 Mayoría requerida: Absoluta (34/66) | Abstención |    |    | 13 |   |   | 13/66 |